# San José (Choluteca)
San José es un municipio del departamento de Choluteca en la República de Honduras.

## Toponimia
Su nombre proviene de José de Nazaret, santo de la Iglesia católica.

## Límites
| Orientación | Límite                                        |
| ----------- | --------------------------------------------- |
| Norte       | Municipio de Alubarén, Francisco Morazán      |
| Norte       | Municipio de Reitoca, Francisco Morazán       |
| Sur         | Municipio de Pespire, Choluteca               |
| Este        | Municipio de La Venta, Francisco Morazán      |
| Oeste       | Municipio de San Miguelito, Francisco Morazán |
| Oeste       | Municipio de La Libertad, Francisco Morazán   |

## Historia
Fundada en 1861, era una aldea de Alubarén y formaba parte de Reitoca, hasta 1880 formó parte de Distrito de Pespire con categoría de municipio y con el nombre de San José del Portillo, después cambió el nombre por San José de Choluteca.

## Demografía
San José, Choluteca tiene una población actual de 4,910 habitantes. De la población total, el 53.1% son hombres y el 46.9% son mujeres. Casi el 100% de la población vive en la zona rural.

## División política
Aldeas: 6 (2013)
Caseríos: 55 (2013)
| Código | Aldea                             |
| ------ | --------------------------------- |
| 061401 | San José (cabecera del municipio) |
| 061402 | Coraycito                         |
| 061403 | El Cacao                          |
| 061404 | El Macuelizo                      |
| 061405 | La Crucita                        |
| 061406 | Las Marías                        |